# Lormaison
Lormaison ist eine französische Gemeinde mit 1282 Einwohnern (Stand 1. Januar 2022) im Département Oise in der Region Hauts-de-France. Sie gehört zum Arrondissement Beauvais, zur Communauté de communes des Sablons und zum Kanton Méru.

## Geographie
Die Gemeinde Lormaison liegt in der Landschaft Vexin français, rund 22 Kilometer südlich von Beauvais. 'Im Westen der Gemeinde verläuft die Autoroute A16.

## Geschichte
Im Ersten Weltkrieg bestand in Lormaison ein Flugfeld. In der Nacht vom 31. Mai auf den 1. Juni 1944 wurde ein britischer Bomber des Typs Avro Lancaster abgeschossen.

### Bevölkerungsentwicklung
| Jahr                       | 1962 | 1968 | 1975 | 1982 | 1990 | 1999 | 2006 | 2013 | 2021 |
| -------------------------- | ---- | ---- | ---- | ---- | ---- | ---- | ---- | ---- | ---- |
| Einwohner                  | 488  | 567  | 639  | 958  | 1167 | 1371 | 1328 | 1280 | 1317 |
| Quellen: Cassini und INSEE |      |      |      |      |      |      |      |      |      |

## Sehenswürdigkeiten
- Kirche Sainte-Marguerite aus dem 15. Jahrhundert
- Schloss aus dem 19. Jahrhundert, heute Mairie
- zwei Taubenhäuser
- Wasserturm

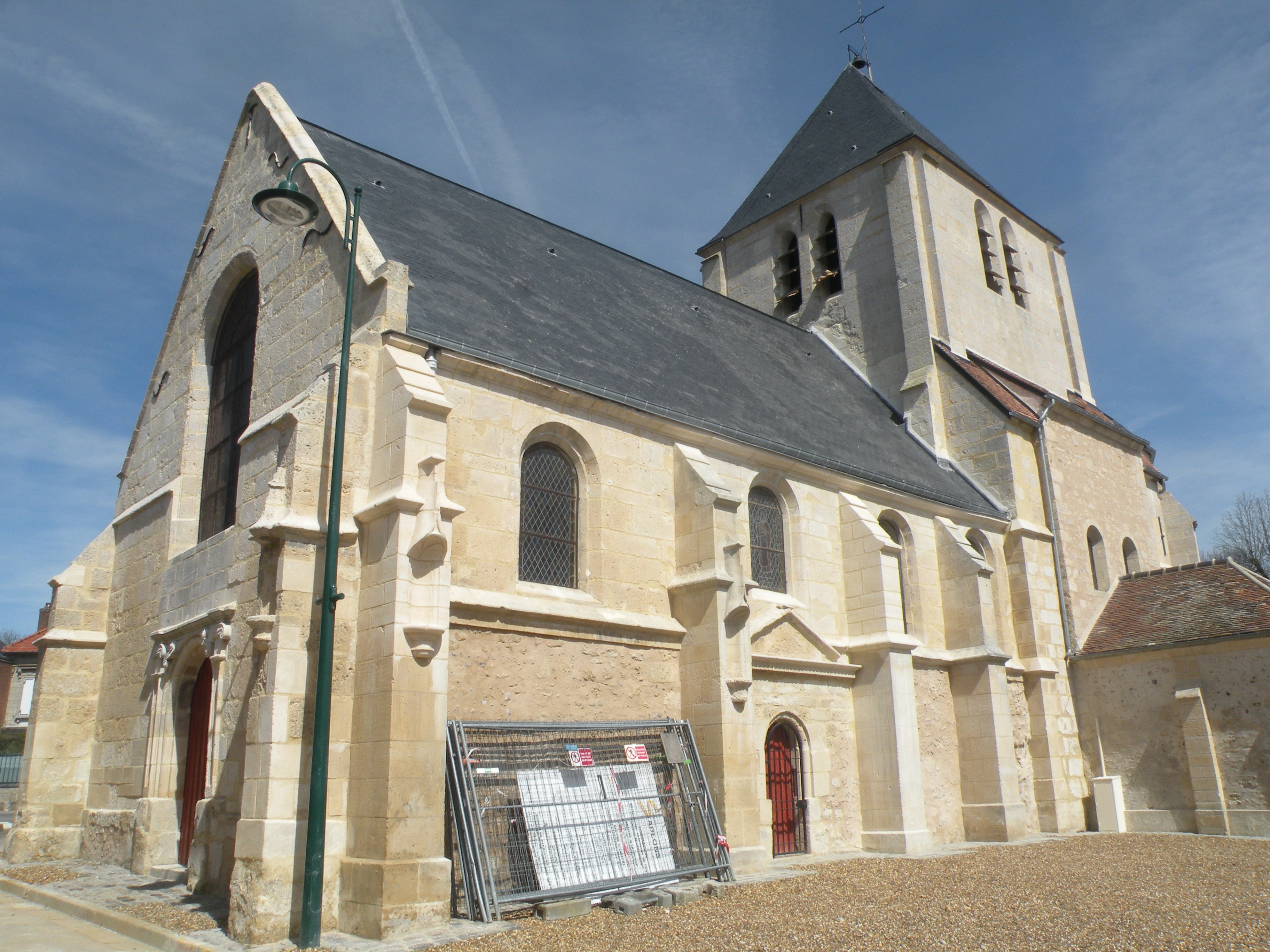
Kirche Sainte-Marguerite
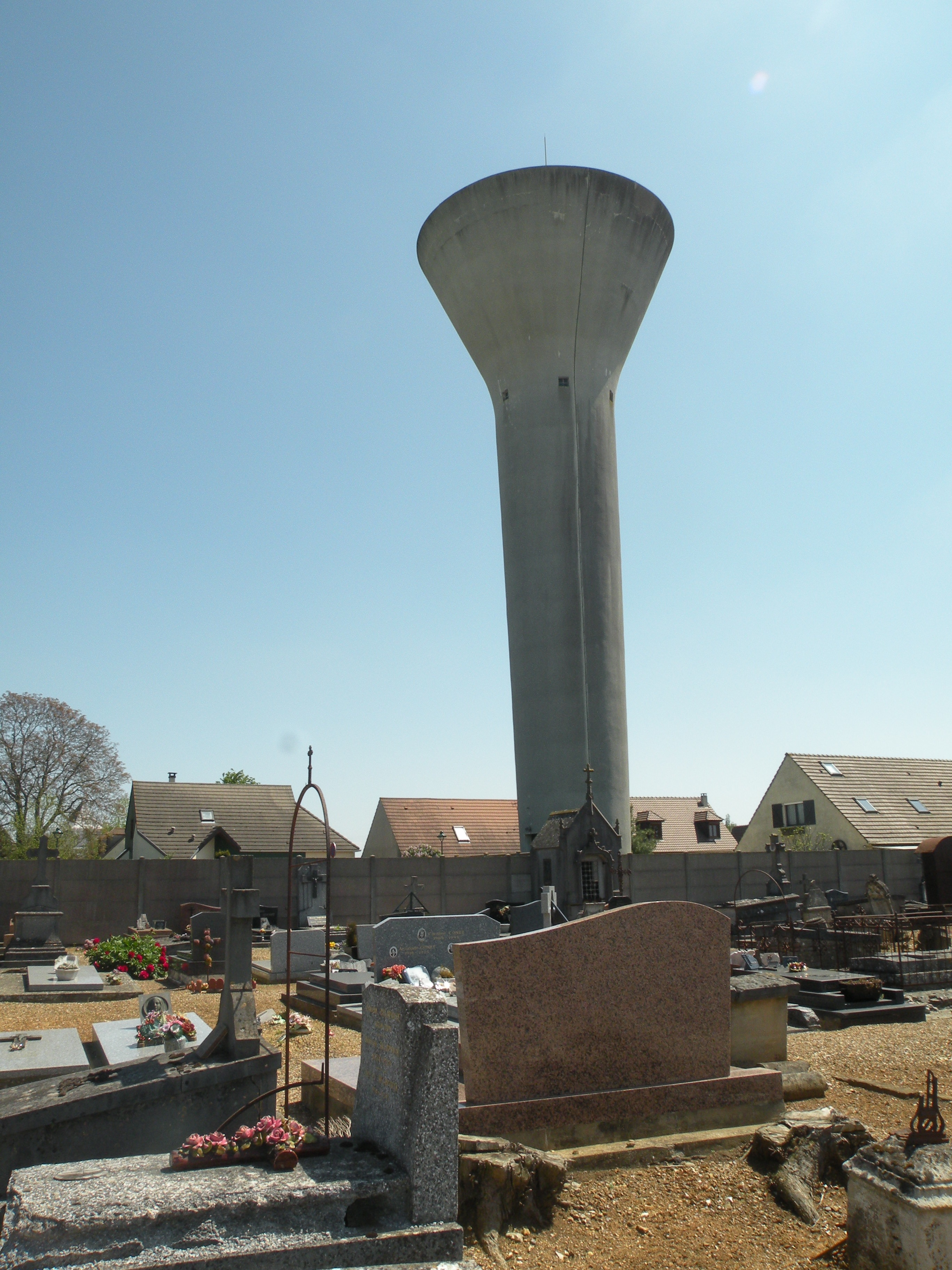
Wasserturm
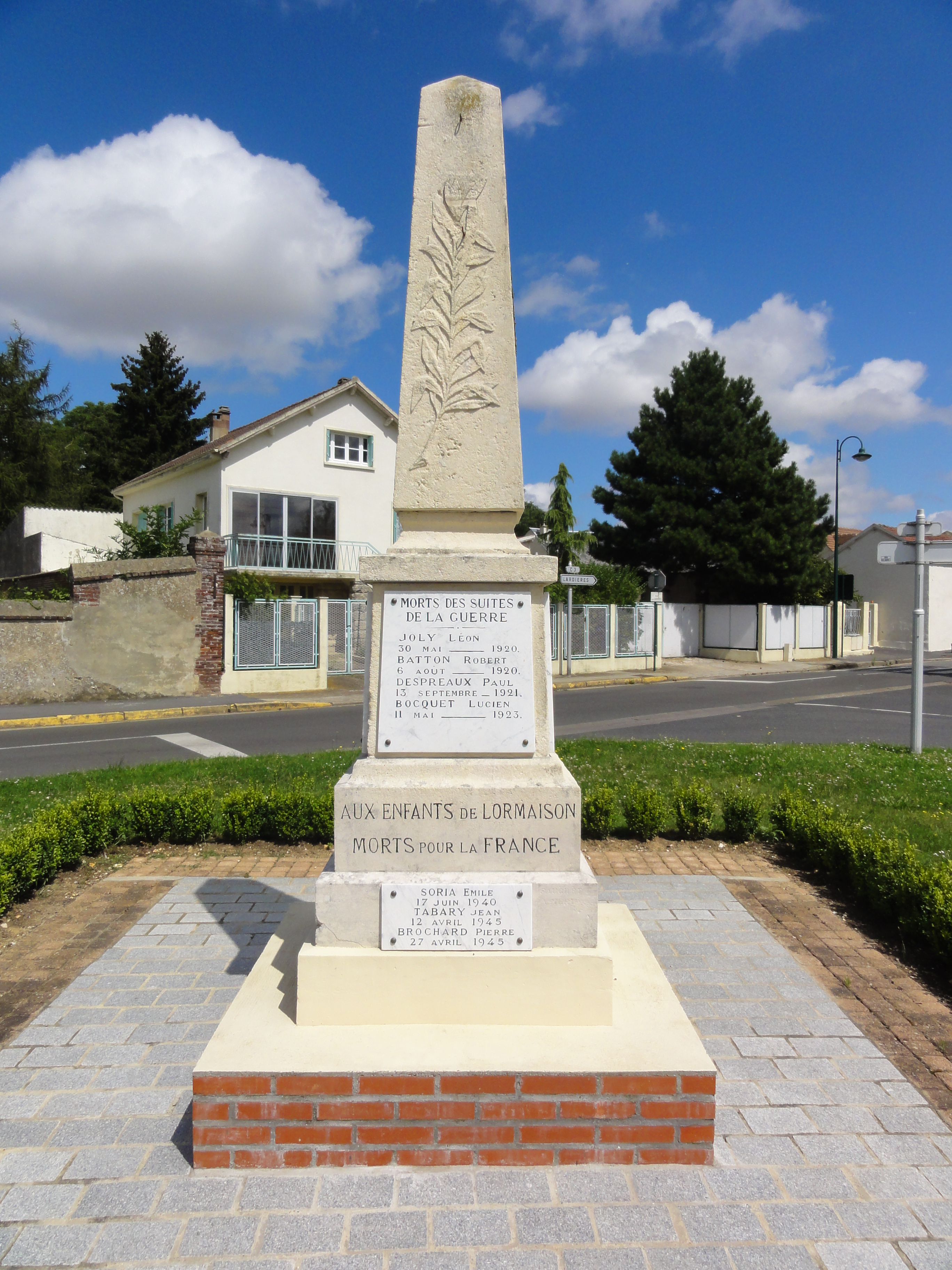
Gefallenendenkmal

## Gemeindepartnerschaft
Seit 1966
besteht eine Partnerschaft mit Uttershausen (1972 nach Wabern eingemeindet).